# Kanton Crozon
Kanton Crozon (fr. Canton de Crozon) je francouzský kanton v departementu Finistère v regionu Bretaň. Skládá se ze sedmi obcí.

## Obce kantonu
- Argol
- Camaret-sur-Mer
- Crozon
- Landévennec
- Lanvéoc
- Roscanvel
- Telgruc-sur-Mer